# Neuron (sintetizador)
El Hartmann Neuron fue un instrumento musical electrónico diseñado y construido por el diseñador industrial Axel Hartmann, de la compañía alemana Hartmann Music, en el período comprendido entre 2001 y 2005. El sintetizador utilizaba una Red neuronal artificial para crear un modelo digital de los sonidos sampleados, implementando así una nueva tecnología de síntesis que había sido desarrollada por Stephan Bernsee de Prosoniq. Este modelo computerizado podía ser usado para resintetizar un nuevo sonido, dando al intérprete control sobre aspectos “musicales” tales como tamaño del cuerpo del instrumento, material y otras propiedades acústicas. Este enfoque paramétrico era muy diferente de los más matemáticos prevalentes en sintetizadores de la época.

## Tecnología
El hardware del Neuron se basaba en una placa madre de PC estándar, con una versión reducida de Linux como sistema operativo. Una aplicación hecha a medida ejecutaba los algoritmos de síntesis de sonido y se encargaba de manejar los displays y la tarjeta de sonido. El panel frontal y la carcasa del sintetizador fueron diseñados por Axel Hartmann. Incluía 3 controladores de joystick naranjas que permitían la manipulación simultánea de 2 parámetros asignables (dirección X/Y). Había 2 osciladores por voz (llamados “Resynators”) que se dividían en dos agrupaciones de parámetros: “Scape” se refería a las propiedades generadoras del sonido (como, por ejemplo, el origen de la excitación en un instrumento real), y “Sphere” contenía todos los parámetros referidos a las propiedades del cuerpo resonante del “instrumento”. Los dos Resynators podían ser combinados y enviados a través de un “Blender”, que permitía aplicar diferentes modos a la combinación. El Neuron también disponía de una unidad de efectos con ecualizador, eco, modulación, distorsión, modulación de anillo, reverberación, distorsión espectral, un filtro digital con corte y resonancia, así como de ruedas de control asignables.

## Músicos famosos que lo han utilizado
- Hans Zimmer
- Michael Cretu
- The Arcane Paradigm (Andrés Ama)